# Lagoão
Lagoão é um município brasileiro do estado do Rio Grande do Sul. Seu atual prefeito é Nelio Fornari, do Partido da Social Democracia Brasileira (PSDB), eleito em 2024 com 52,16% dos votos válidos.

## Geografia
Localiza-se a uma latitude 29º14'06" sul e a uma longitude 52º47'45" oeste, estando a uma altitude de 577 metros. Sua população estimada em 2004 era de 6.129 habitantes. É um dos municípios componentes da Bacia Hidrográfica do Rio Pardo, do Vale do Rio Pardo e do Conselho Regional de Desenvolvimento Alto da Serra do Botucaraí.